# Technisches Museum der Pforzheimer Schmuck- und Uhrenindustrie

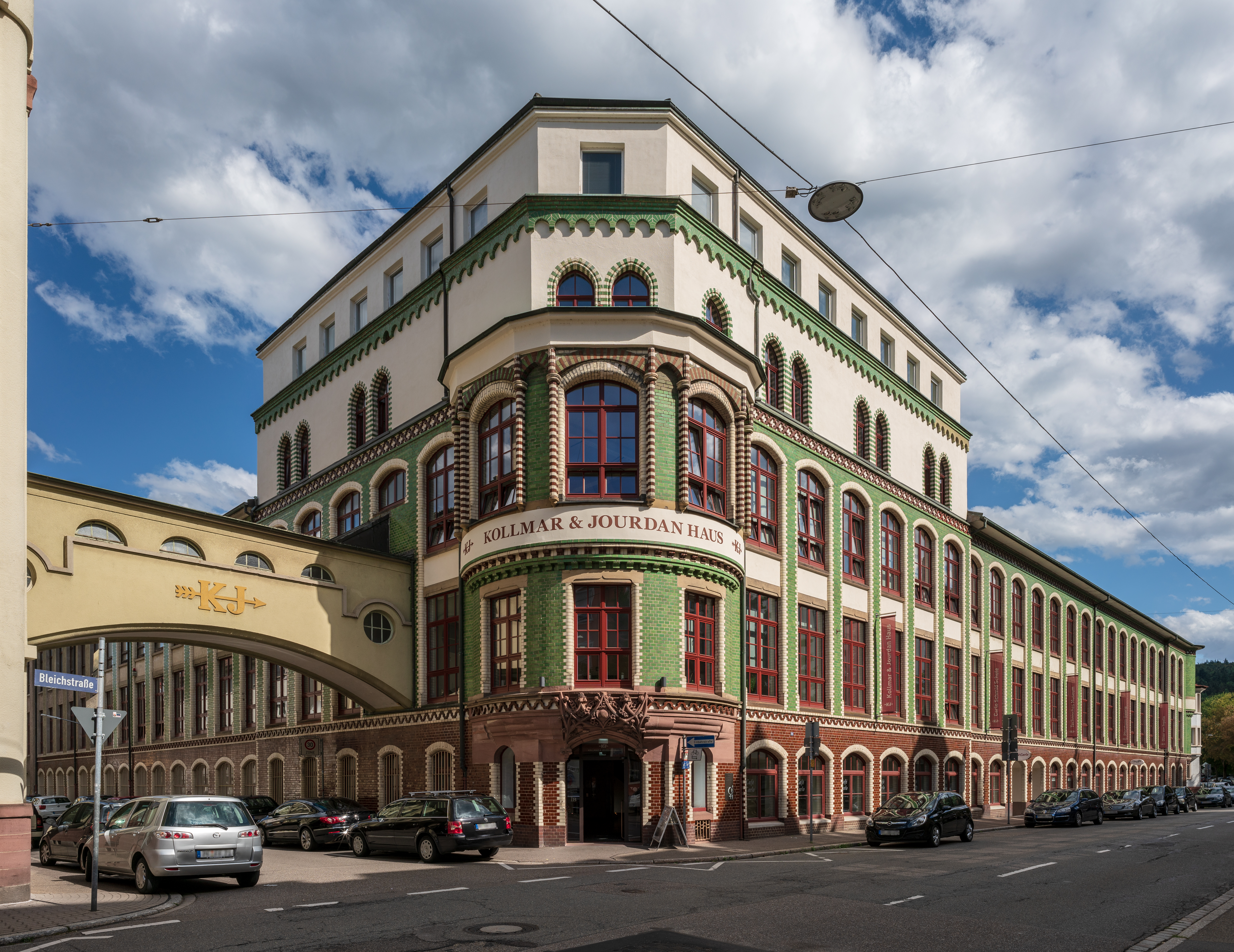
Kollmar & Jourdan-Haus

Das Technische Museum der Pforzheimer Schmuck- und Uhrenindustrie ist ein Museum in Pforzheim zur Geschichte und Kulturgeschichte der Pforzheimer Schmuck- und Uhrenindustrie.

## Beschreibung
Das Museum wurde 1983 im unter Denkmalschutz stehenden Kollmar & Jourdan-Haus, der ehemaligen Schmuckfabrik Kollmar & Jourdan, eingerichtet. Die Initiative zur Errichtung eines Technischen Museums reicht allerdings bis ins Jahr 1979 zurück, als der Pforzheimer Kulturbürgermeister Fritz Wurster vor dem Hintergrund der Schließung von einigen Schmuckfabriken der Stadt Ende der 1970er-Jahre hierzu einen Förderverein ins Leben berief. Aus den Beständen dieser geschlossenen Schmuckfabriken stammen die ausgestellten Produktionsmaschinen. Seit 1984 obliegt die Finanzierung des Museums der Stadt Pforzheim.
In der Schmuckabteilung im Erdgeschoss des Technischen Museums der Pforzheimer Schmuck- und Uhrenindustrie werden an 18 Stationen verschiedene Produktionsschritte und Techniken der Schmuckfabrikation aus unterschiedlichen Zeiten gezeigt. Die Uhrenabteilung im ersten Stockwerk befasst sich mit allen wesentlichen Schritten der Uhrenfabrikation in Pforzheim.